# Chiesa di San Vigilio (Stenico)
La chiesa di San Vigilio è la parrocchiale di Stenico, in provincia e arcidiocesi di Trento; fa parte della zona pastorale delle Giudicarie.

## Storia

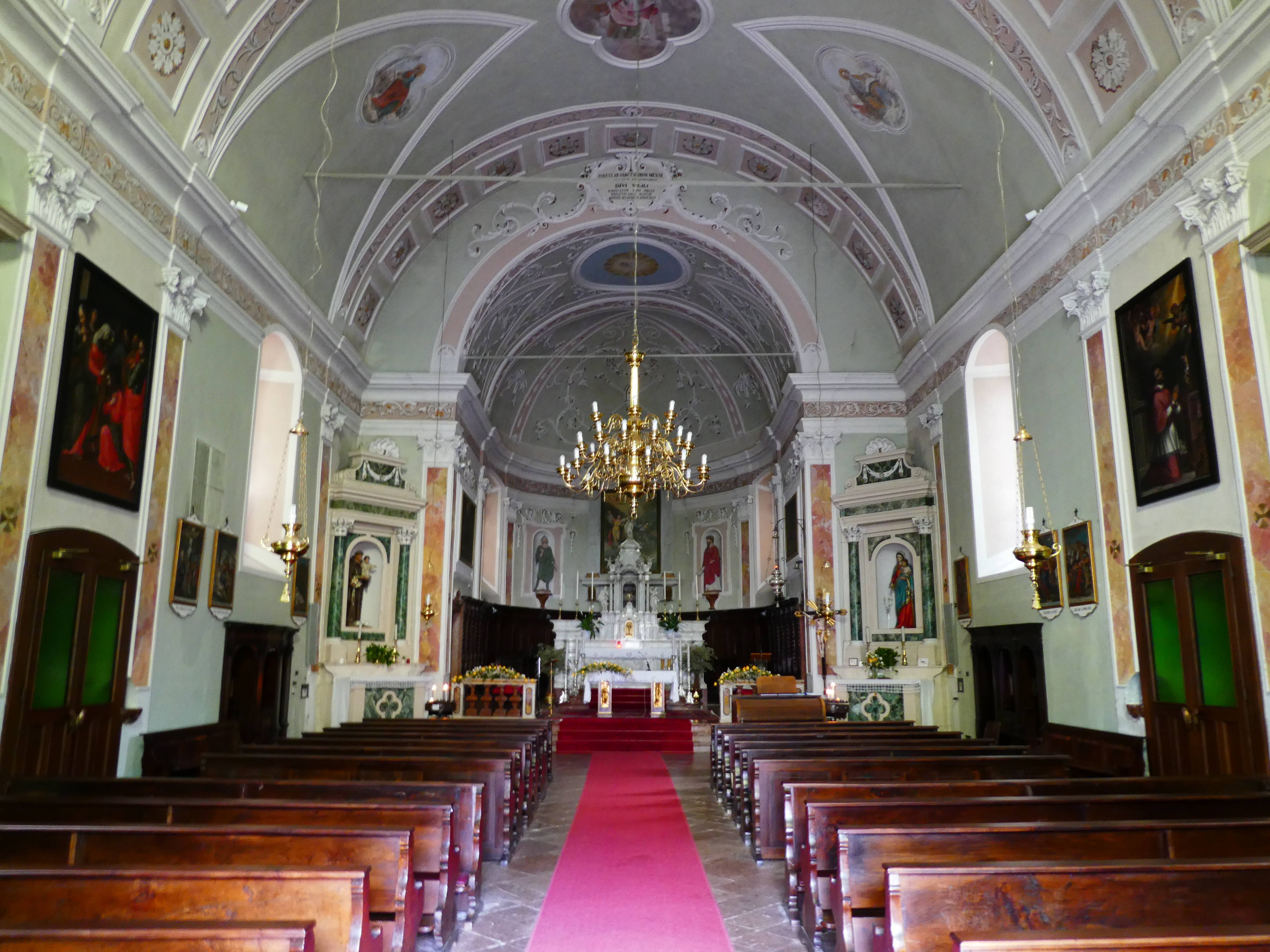
Interno

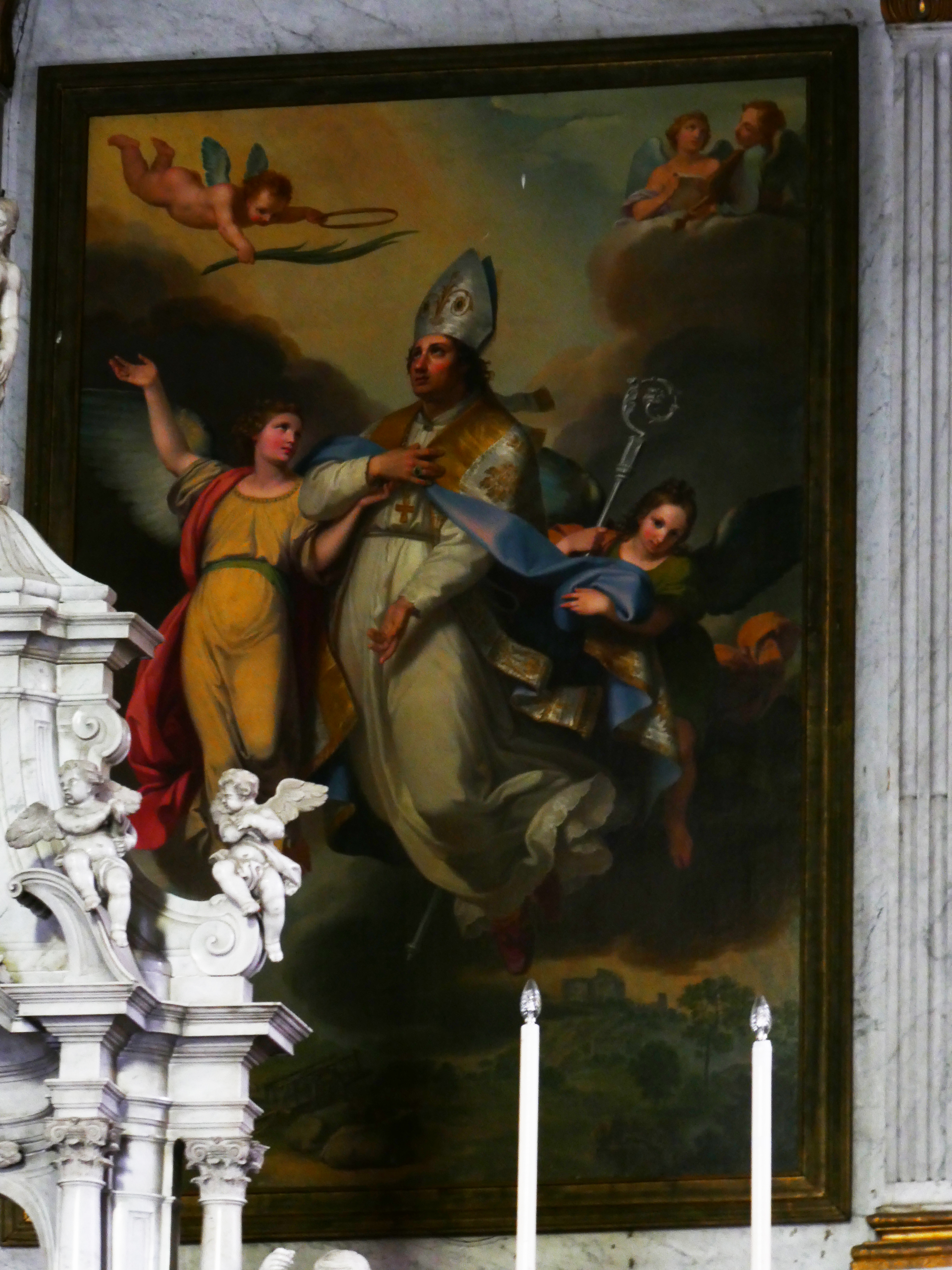
Dipinto dietro l'altare maggiore

La prima citazione d'una cappella a Stenico è contenuta in una pergamena risalente al 1218.
Poco più di tre secoli dopo, nel 1557 il campanile fu dotato dell'orologio.
Nel 1561 fu posta la prima pietra della nuova chiesa; i muri perimetrale vennero ultimati entro il 1566, l'arco santo fu terminato nel 1571, mentre successivamente i lavori si interruppero a causa del dilagare nel 1575 e nel 1590 di due pestilenze. La struttura poté dirsi conclusa nel 1612, anno in cui si procedette alla realizzazione della volta; il 21 aprile 1616 la chiesa divenne sede curaziale ottenendo il fonte battesimale e il giorno dopo fu consacrata dal vicario diocesano monsignor Pietro Belli.
Circa un secolo dopo, nel 1723 l'interno dell'edificio venne ritinteggiato, per poi esser nuovamente ridipinto nel 1750; nel 1780 si rifece il tetto della sagrestia e del coro, mentre poi nel 1794 vennero eseguite le decorazioni in stucco dell'abside e del presbiterio.
Nel 1825 fu ricostruita la scalinata anteriore e tra il 1850 e il 1852 venne posato dai tagliapietra Antonio Contrini e Domenico Flaim il nuovo pavimento, disegnato da Pietro Parolari; in seguito, tra il 1864 e il 1865 la sagrestia fu interessata da un ampliamento, mentre poi nel 1907 la parrocchiale e la torre campanaria vennero ritinteggiati.
Il 4 aprile 1909 la struttura riportò dei danni durante un incendio e, pertanto, tra il 1910 e il 1912 vennero rifatti gli intonaci; il 7 ottobre 1943 la chiesa fu eretta a parrocchiale, per poi venir restaurata e rimaneggiata tra il 1962 e il 1966 e tra il 1986 e il 1992.

## Descrizione

### Esterno
La facciata della chiesa, volta a sudest e intonacata, è caratterizzata da due lesene angolari e presenta centralmente il portale d'ingresso, al quale s'accede tramite sette scalini, sovrastato da un timpano spezzato a sesto ribassato sorretto da due colonne, e una finestra ad arco.
Annesso alla parrocchiale è il campanile a base quadrata, abbellito agli angoli da pilastri e caratterizzato all'altezza della cella da quattro bifore sovrastate da altrettante aperture rettangolari; come copertura c'è una cupola a cipolla che si innesta sul tamburo.

### Interno
L'interno dell'edificio si compone di un'unica navata costituita da due campate, le cui pareti sono scandite da paraste terminanti con capitelli in stucco sorreggenti la trabeazione sopra la quale s'imposta la volta a botte, abbellita da decorazioni novecentesche; al termine dell'aula si sviluppa il presbiterio sopraelevato di tre gradini e chiuso dall'abside.